# Corps otages
Corps otages (arabe : خمسون soit Khamsoun) est une pièce de théâtre tunisienne réalisée par Fadhel Jaïbi et représentée en juin 2006.
Elle est au début sujette à une censure de la part de la commission d'orientation théâtrale du ministère tunisien de la Culture qui demande la suppression des références historiques et des noms de certains personnages de l'histoire de la Tunisie moderne.
Elle est présentée au théâtre de l'Odéon à Paris le 7 juin. Elle finit par sortir en Tunisie en février 2007 et suscite un grand débat essentiellement autour de la question du voile « islamique » dans la culture tunisienne.

## Argument
De retour de France, où elle a rencontré Allah et où elle est passée d'un marxisme pur à un islamisme dur, la fille d'un couple de militants de gauche se trouve impliquée dans le suicide mystérieux d'une jeune amie enseignante qui a décidé, un vendredi 11 novembre 2005, de se faire exploser dans la cour de son lycée. L'acte, qui plonge le pays dans le désarroi et met en branle le redoutable dispositif anti-terroriste, place face à face un régime politique autoritaire, une société civile et des démocrates plus laminés que jamais, des islamistes clandestins aux funestes desseins et des citoyens dociles ou indifférents.

## Fiche technique
- Texte : Jalila Baccar
- Mise en scène : Fadhel Jaïbi
- Scénario et dramaturgie : Jalila Baccar et Fadhel Jaïbi
- Scénographie et costumes : Kaïs Rostom
- Chorégraphie et son : Nawel Skandrani
- Musique : Pivio et Also Di Scalzi
- Lumière : Fadhel Jaïbi et Yvan Labasse
- Assistant à la mise en scène : Sami Nasri
- Directeur de production : Habib Belhadi
- Production : Familia Productions

## Distribution
Les acteurs durant la saison 2006-2007 sont les suivants :
- Hosni Akremi
- Jalila Baccar
- Fatma Ben Saïdane
- Khaled Bouzid
- Donia Doghmani
- Basma El Euchi
- Riadh El Hamdi
- Hajer Garsallaoui
- Jamel Madani
- Lobna Mlika
- Moez M'rabet
- Wafa Tabboubi